# Caoutchoucs et cacaos du Cameroun
Caoutchoucs et cacaos du Cameroun est une entreprise coloniale au Cameroun français, simultanément constituée avec la Bongola Lokundje N'Yong pour exploiter les plantations du Sud Cameroun, la logistique se faisant à travers les cours d'eau Bongola, Lokundje et N'Yong du sud du Cameroun.

## Histoire
La Compagnie Humarau, créée en 1898 à Bordeaux, spécialisée à l’origine dans l’importation de brai de houille et de créosote anglais, puis le négoce d’hydrocarbures, est à l'origine de la Caoutchoucs et cacaos du Cameroun. 
En 1986, Bouygues rachète l’affaire en difficulté, et fusionne en 2002 ses diverses composantes sous la bannière Colas.
Simultanément à la constitution de la Caoutchoucs et cacaos du Cameroun en septembre 1926, Humarau procède à celle d’une autre société locale, les Bongola Lokundje N'Yong.

## Activités
Un rapport de 1921 signale que « la Société Humarau a envoyé deux petits vapeurs qui restent attachés au port de Douala pour y amener le fret de Kribi et Campo et des colonies voisines».